# HasuObs
Деннис Шнайдер (нем. Dennis Schneider, род. 26 мая 1988 года), также известный под ником «HasuObs» — профессиональный немецкий киберспортсмен, игрок в Warcraft III (нежить) и Heroes of the Storm. Известен выступлениями за команды Mousesports и Team Liquid.
Один из наиболее известных немецких игроков в Warcraft III, двукратный победитель и бронзовый призёр одной из профессиональных лиг Германии ESL Pro Series в 2007  и 2008  годах. В 2010 году занял второе место на национальных отборочных к World Cyber Games 2010, но этого оказалось недостаточно для участия в чемпионате мира.
В 2010 году начал выступления в турнирах по StarCraft II, однако не выиграл ни одного турнира на протяжении последующих полутора лет. Играл за расу протоссов.
С конца 2014 года участвует в турнирах по Heroes of the Storm. C 2015 по 2017 годы играл в составе команд «Team ROCCAT», «mYinsanity» и «Misfits». В марте 2017 года весь состав команды «Misfits» перешёл к «Team Liquid». С участием HasuObs, «Team Liquid» удалось выйти в полуфинал чемпионата мира по Heroes of the Storm 2018 года, где они проиграли команде Gen.G со счётом 2:3. В феврале 2019 состав «Team Liquid» по Heroes of the Storm был распущен в связи с ликвидацией киберспортивной лиги по этой дисциплине.

## Достижения

### Warcraft III
2007 год
- ESL Pro Series Season XI Finals (Германия, Кёльн) — 9330$

2008 год
- ESL Pro Series Season X Finals (Германия, Кёльн) — 8000$
- ESL Pro Series Season XIII Finals (Германия, Кёльн) — 2540$

2010 год
- WCG 2010 Germany Finals (Германия, Лейпциг)

### Heroes of the Storm
2018 год
- - HGC 2018 Finals (Анахайм, Калифорния, США) — 80000$ (на команду)